# Lund (Horsens Kommune)
 For alternative betydninger, se Lund. (Se også artikler, som begynder med Lund)
Lund er en by i Østjylland med 3.201 indbyggere  (2024), beliggende 14 km sydøst for Brædstrup og 6 km nordvest for Horsens. Byen hører til Horsens Kommune og ligger i Region Midtjylland. Landsholdspiller i fodbold, Simon Kjær, er fra Lund.
Tidligere var Lund og Vinten to separate byer, hvor Vinten var den største, men med tiden er byerne vokset sammen til ét byområde. Lund hører til Tamdrup Sogn. Tamdrup Kirke ligger ensomt på en bakke 2 km mod sydvest og kan ses fra en stor del af Lund.

## Faciliteter
Byen har to skoler lige ved siden af hinanden: Lundskolen er en almindelig folkeskole med ca. 420 elever, fordelt på 0.-9. klassetrin, og SFO'en Kaskaden med plads til 140 børn. Lundskolen er overbygningsskole for en del af Nim Skole, hvis elever kommer til Lund fra 7. klasse. Lundagerskolen er et specialtilbud til psykisk udviklingshæmmede børn. Den har 84 elever.
Lund Børnehus er en integreret institution (vuggestue og børnehave) med plads til 124 børn. Lundhallen har opstregning til alle indendørs aktiviteter og er hjemmebane for byens idrætsforening Lund IF. Plejecenteret Tamdrup Centret er ombygget i 1988 og har 22 plejeboliger. Vinten Forsamlingshus har en stor sal på 159 m² og en lille sal på 28 m². Lund har to dagligvarebutikker.

## Historie

### Jernbaneknudepunkt
I 1891 fik Lund jernbanestation på Horsens-Tørring Banen. Lund Station blev jernbaneknudepunkt i 1899 ved indvielsen af Horsens-Bryrup Jernbane, som brugte Tørringbanens spor fra Horsens til Lund, hvor den grenede fra mod Bryrup. Stationen havde 2 perronspor og et læssespor med rampe og kvægfold.
I 1929 blev Bryrupbanen forlænget til Silkeborg. Tørringbanen blev forlænget til Thyregod, fik en sidebane fra Rask Mølle til Ejstrupholm og indgik i det nye selskab Horsens Vestbaner. Driftsledelsen for Horsens Vestbaner og Bryrupbanen lå i Lund fra 1929 til 1952, hvor den flyttede tilbage til Horsens som led i sammenslutningen af de fire Horsens Privatbaner.
På Horsens Vestbaner blev persontrafikken indstillet i 1957 og godstrafikken i 1962. Horsens-Bryrup-Silkeborg Jernbane levede videre til 1968. Stationsbygningen og stationsforstanderboligen i Lund blev revet ned i 1970. Det meste af Bryrupbanens tracé blev genbrugt som cykel- og gangstien Bryrupbanestien. Den er ikke ført gennem Lund, men både øst og nordvest for byen er der stier, der følger banetracéet og fører til Bryrupbanestien hhv. øst for E45 og nord for Vintenvej.

### Stationsbyen
I 1906 beskrives Lund og Vinten således: "Lund, ved Silkeborgvejen, med Skole, Andelsmejeri, Jærnbane- og Telegrafst.; Vinten, ved Silkeborgvejen med Skole (Vinten-Enner Sk., mellem de to Byer), Forsamlingshus (opf. 1889) og Teglværk;" Målebordsbladene viser desuden et jordemoderhus i Vinten.

### DSV Transport
DSV Transport har et logistikcenter syd for Lund.